# Crates (película)
Crates es una película de ficción dirigida por Alfredo Joskowicz y protagonizada por Leobardo López Arretche y María Elena Ambriz en 1970.

## Argumento o Sinopsis
Crates es un hombre joven de la clase media que, siguiendo la filosofía cínica, decide regalar todo lo que posee entre sus amigos, para emprender una vida sin ataduras. Su novia y el hermano de ella se unen a esta vida ascética y -después de que el hermano renuncia- logran integrarse a la sociedad urbana que los rodea.

## Producción
Algunas locaciones: casa en Tecamachalco; cuevas en Belem de las Flores, Álvaro Obregón 

Cámara: Para filmaciones en la calle, se utilizaron cinco cámaras ocultas.

Elenco: Dos meses después del rodaje, el actor principal (Leobardo López) se suicidó a los 27 años de edad.

Registro: Fue el primer largometraje que se realizó completamente en el CUEC

## Recepción
No tuvo prácaticamente ninguna divulgación, ni en México ni en el extranjero, ya que el Departamento de Actividades Cinematográficas no tenía entonces ningún aparato de difusión.

Narra el director de la película, Alfredo Joskowicz, que

Lo máximo que hacíamos... era llevar la copia de la película en blanco y negro, el proyector y la pantalla a algunas de las universidades alrededor del Distrito Federal. El público se quedaba un poco sorprendido. Era 1970, 71, y estaba totalmente fuera del tono político de la época. Años después, algunos alumnos del CCC descubrieron la película y vieron que tenía algún asunto religioso, entonces me invitaron a Monterrey para proyectarla en alguna de las universidades confesionales, y entonces, ahí sí la gente se prendía más, aunque eso fue mucho más tarde

## Premios y distinciones
Incluida en la colección Edición conmemorativa Alfredo Joskowicz que fue publicada en 2012 por IMCINE, Cineteca Nacional y el CCC de CONACULTA y por Filmoteca UNAM y CUEC de la UNAM